# Tomás de Aquino Salazar
Tomás de Aquino Salazar   (5 de novembre de 1888 - 13 de gener de 1944) fou un compositor espanyol. El seu germà, és el conegut compositor Gaspar de Aquino Salazar.

## Obres
Va ingressar a la Societat d'Autors i Editors el 1931, on va crear nombroses obres. Entre elles; El retorno,1 acte, 1, Fuentes/Robles, est, 19-IV-1909, Te. Nuevo, piano: Cariño, Val; Patria y rey, Pas: ¿Me quieres?, Val: Matilde, Val; Cuaderno musical (Matrimonio feliz, Tengo del cariñito, Marimorena); Cuaderno musical (De los madriles, Una prenda nacional y Mal hombre).